# Bustrofedon

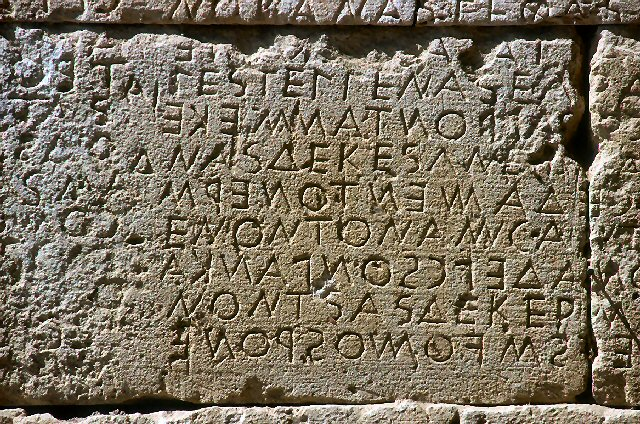
Gammal grekisk bustrofedonskrift från staden Gortyn på Kreta, 500-talet f.Kr.

Bustrofedon eller plogskrift är ett skrivsätt vid vilken skrivriktningen löper omväxlande från vänster-till-höger och från höger-till-vänster med varannan rad. Skriften kan antingen arbeta uppåt eller nedåt. Texten ringlar alltså som en orm från rad till rad.
Begreppet härrör från klassisk grekiska: βουστροφηδόν (boustrophēdón), en sammansättning av βούς (bous), som betyder ”oxe, och στρέφειν (strefein), som betyder ”omvändning/vända om” etc, och hänvisar till hur oxar vid plöjning vänder fram och tillbaka över odlingsfältet.
Plogskrift förekommer ibland på runstenar, och i äldre tider skrevs även grekisk text på detta sätt. Genom historien har plogskrift använts också i flera östasiatiska språk, bassaskrift, med flera skriftsystem.
I bustrofedon kan tecknen antingen ha samma form oavsett skrivriktning, eller spegelvändas i den ena riktningen. Båda metoder har uppenbara nackdelar, som har bidragit till att de ersatts med enkelriktad skrift. I skriftspråket rongorongo används så kallad omvänd bustrofedisk skrift där man istället för att spegelvända skriften vänder den 180 grader.